# Tricentra occipitaria
Tricentra occipitaria là một loài bướm đêm trong họ Geometridae.